# Deglaciazione

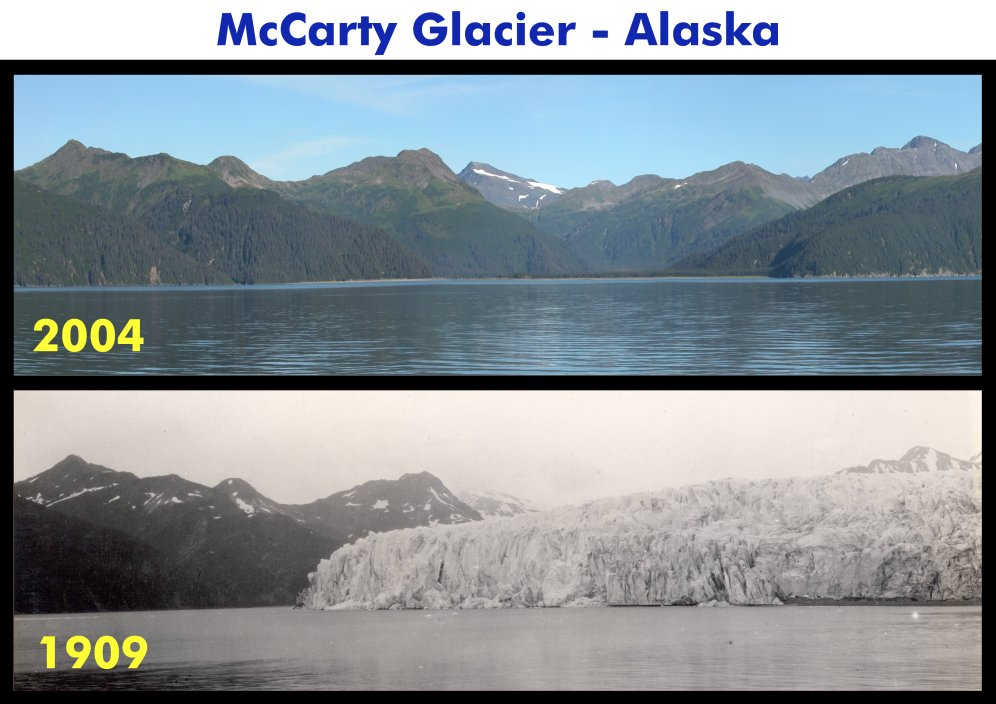
Foto comparative del ghiacciaio McCarthy nel Parco nazionale dei Fiordi di Kenai, in Alaska. Il ghiacciaio McCarty si è ritirato di circa 20 km nel periodo in cui sono state scattate queste due foto (1909-2004) e non è più osservabile nella foto del 2004. Prima di ciò, il McCarty raggiunse la sua massima estensione conosciuta intorno al 1850, a circa 0,5 km dalla sua posizione nel 1909, e a quel tempo era relativamente stabile. La maggior parte del ritiro osservato si è verificata prima del 1964, ed è noto anche che questo ghiacciaio è avanzato in parte (almeno 0,6 km) durante condizioni un po' più fredde negli anni settanta, prima di ritirarsi di 0,4 km tra il 1984 e il 2002 (Hall et al. 2005). Poiché il ghiacciaio McCarty è un ghiacciaio marea, cioè un ghiacciaio che termina nell'acqua dell'oceano ma è sufficientemente spesso da impedire di galleggiare, il suo comportamento può rispondere in modo piuttosto irregolare ai cambiamenti climatici. I ghiacciai di questo tipo sono spesso tra quelli che si ritirano più velocemente perché l'assottigliamento del ghiacciaio può causare il galleggiamento parziale e l'infiltrazione di acqua di mare sotto il ghiacciaio che favorisce il distacco degli iceberg e un ulteriore ritiro. Di conseguenza, il tasso di ritiro, una volta innescato dalle perturbazioni climatiche, può essere correlato maggiormente alla profondità del canale che ai cambiamenti effettivi di temperatura o precipitazioni (Vieli et al. 2002).

La deglaciazione è la transizione da condizioni glaciali durante le ere glaciali, a periodi interglaciali caldi, caratterizzati dal riscaldamento globale e dall'innalzamento del livello del mare a causa del cambiamento del volume del ghiaccio continentale. La deglaciazione si riferisce dunque al ritiro di un ghiacciaio, di una calotta glaciale o di uno strato superficiale ghiacciato e alla conseguente esposizione della superficie terrestre. Il declino della criosfera dovuto all'ablazione può verificarsi su qualsiasi scala, da globale a localizzata in un particolare ghiacciaio. Dopo l'ultimo massimo glaciale (circa 21 000 anni fa), iniziò l'ultima deglaciazione, che durò fino all'inizio dell'Olocene. Su gran parte della Terra, la deglaciazione negli ultimi 100 anni ha subito un'accelerazione a causa del cambiamento climatico, in parte causato dai cambiamenti antropogenici dei gas serra.
La precedente deglaciazione è avvenuta a partire dal 22 ka circa fino al 11.5 ka. Ciò si è verificato quando c'era una temperatura atmosferica media annuale sulla terra che aumentava di circa 5 °C, accompagnato anche da un riscaldamento regionale alle alte latitudini che ha superato i 10 °C. Ciò è stato seguito anche da un notevole riscaldamento delle acque profonde e dei mari tropicali, di circa 1–2 °C (alto mare) e 2–4 °C (mare tropicale). Non solo si è verificato tale riscaldamento, ma pure il bilancio idrologico globale ha subito notevoli cambiamenti e sono mutati i modelli regionali delle precipitazioni. Come risultato di tutto questo, le principali calotte glaciali del mondo - comprese quelle situate in Eurasia, Nord America e parti dell'Antartico - si sono sciolte. Di conseguenza il livello del mare è aumentato di circa 120 metri. Questi processi non si sono verificati in modo costante e non si sono verificati contemporaneamente.

## Contesto
Il processo di deglaciazione riflette una mancanza di equilibrio tra l'estensione glaciale esistente e le condizioni climatiche. Come risultato del bilancio di massa netto negativo nel tempo, i ghiacciai e le calotte glaciali si ritirano. I periodi ripetuti di aumento e diminuzione dell'estensione della criosfera globale (come dedotto dalle osservazioni di nuclei di ghiaccio e roccia, morfologie superficiali, strutture geologiche sotterranee, reperti fossili e altri metodi di datazione) riflettono la natura ciclica dell'estensione globale e regionale glaciologica misurata dalle ere glaciali e da periodi più piccoli noti come glaciali e interglaciali. Dalla fine dell'ultimo periodo glaciale, circa 12 000 anni fa, le calotte glaciali si sono ritirate su scala globale e la Terra ha vissuto un periodo interglaciale relativamente caldo caratterizzato solo da ghiacciai alpini ad alta quota alla maggior parte delle latitudini con calotte glaciali più grandi e ghiaccio marino ai poli. Tuttavia, dall'inizio della rivoluzione industriale, l'attività umana ha contribuito a un rapido aumento della velocità e della portata della deglaciazione a livello globale.

### Groenlandia
Una ricerca pubblicata nel 2014 suggerisce che sotto la calotta glaciale del ghiacciaio Russell della Groenlandia, i metilotrofi potrebbero fungere da deposito biologico di metano per l'ecosistema subglaciale e che la regione fosse, almeno durante il periodo di campionamento, una fonte di metano atmosferico. Sulla base del metano disciolto nei campioni d'acqua, la Groenlandia potrebbe rappresentare una significativa fonte globale di metano e potrebbe contribuire in modo significativamente maggiore a causa della deglaciazione in corso. Uno studio del 2016 ha concluso, sulla base di prove del passato, che sotto la calotta glaciale della Groenlandia e dell'Antartide potrebbero esistere clatrati di metano.

## Cause ed effetti
Ad ogni scala il clima influenza le condizioni della neve e del ghiaccio sulla superficie terrestre. Nei periodi più freddi enormi calotte glaciali possono estendersi verso l'equatore, mentre nei periodi più caldi di oggi la Terra potrebbe essere completamente priva di ghiaccio. Esiste una relazione positiva significativa, dimostrata empiricamente, tra la temperatura superficiale e la concentrazione di gas serra come la CO2 nell'atmosfera. La maggiore concentrazione, a sua volta, ha un drastico impatto negativo sull'estensione globale e sulla stabilità della criosfera. Sulle scale temporali millenarie dei cicli glaciali e interglaciali del Pleistocene, il pacemaker dell'inizio e dello scioglimento delle glaciazioni sono i cambiamenti nei parametri orbitali chiamati cicli di Milanković. Nello specifico, la bassa insolazione estiva nell'emisfero settentrionale consente la crescita delle calotte glaciali, mentre l'elevata insolazione estiva provoca una maggiore ablazione rispetto all'accumulo di neve invernale.
Le attività umane che promuovono il cambiamento climatico, in particolare l'uso estensivo di combustibili fossili negli ultimi 150 anni e il conseguente aumento delle concentrazioni di CO2 nell'atmosfera, sono la causa principale del più rapido ritiro dei ghiacciai alpini e delle calotte glaciali continentali in tutto il mondo. Ad esempio, la calotta glaciale dell'Antartide occidentale si è ritirata in modo significativo e ora sta contribuendo a un circolo vizioso che minaccia un'ulteriore deglaciazione o collasso. Le aree recentemente esposte dell'Oceano Antartico contengono riserve di CO2 a lungo sequestrate che vengono ora emesse nell'atmosfera e continuano ad avere un impatto sulle dinamiche glaciali.
Il principio dell'isostasia si applica direttamente al processo di deglaciazione, in particolare al rimbalzo post glaciale, che è uno dei principali meccanismi attraverso i quali l'isostasia viene osservata e studiata. Il rimbalzo post glaciale è l'aumento dell'attività di sollevamento tettonico immediatamente successivo al ritiro dei ghiacciai. Tassi aumentati e abbondanza di attività vulcanica sono stati riscontrati nelle regioni che stanno vivendo un rimbalzo post-glaciale. Se su scala sufficientemente ampia, un aumento dell'attività vulcanica fornisce un feedback positivo al processo di deglaciazione come risultato del rilascio di CO2 e metano dai vulcani.
I periodi di deglaciazione sono causati in parte anche da processi oceanici. Ad esempio, le interruzioni della consueta circolazione di acque fredde profonde e delle profondità di penetrazione nel Nord Atlantico hanno feedback che promuovono un ulteriore ritiro dei ghiacciai.
La deglaciazione influenza il livello del mare, perché l'acqua precedentemente trattenuta sulla terraferma allo stato solido si trasforma in liquido e alla fine defluisce nell'oceano. Il recente periodo di intensa deglaciazione ha provocato un aumento medio del livello del mare globale di 1,7 mm/anno per tutto il XX secolo e 3,2 mm/anno nei due decenni seguenti, un aumento molto rapido.
I meccanismi fisici attraverso i quali avviene la deglaciazione includono fusione, evaporazione, sublimazione, distacco e processi eolici come il lavaggio del vento.

## Deglaciazione della calotta glaciale Laurentide
Durante l'epoca del Pleistocene, la calotta glaciale Laurentide si diffuse su vaste aree del Nord America settentrionale, con oltre 5 000 000 di miglia quadrate di copertura. La calotta glaciale Laurentide era profonda 10 000 piedi in alcune aree e raggiungeva l'estremo sud fino a 37°N. La mappatura dell'estensione della calotta glaciale Laurentide durante la deglaciazione venne predisposta da Dyke et al. I cicli di deglaciazione sono guidati da vari fattori, il principale dei quali sono i cambiamenti nella radiazione solare estiva in arrivo, o insolazione, nell'emisfero settentrionale. Ma, poiché non tutti gli aumenti dell'insolazione nel corso del tempo hanno causato la deglaciazione, si arriva agli attuali volumi di ghiaccio a cui si assiste nell'epoca contemporanea. Ciò porta a una conclusione diversa, che suggerisce l'esistenza di una possibile soglia climatica, in termini di ritiro e infine scomparsa delle calotte glaciali. Poiché la Laurentide era la più grande calotta glaciale di massa nell'emisfero settentrionale, sono stati condotti numerosi studi sulla sua scomparsa, modelli di bilancio energetico di scarico, modelli di circolazione generale atmosfera-oceano e modelli di bilancio energetico superficiale. Questi studi hanno concluso che la calotta glaciale Laurentide presentava un bilancio di massa superficiale positivo durante quasi tutta la sua deglaciazione, il che indica che la perdita di massa durante la sua deglaciazione era più che probabilmente dovuta allo scarico dinamico. Fu solo all'inizio dell'Olocene che il bilancio di massa superficiale passò a diventare negativo. Questo mutamento verso un bilancio di massa superficiale negativo ha suggerito che l'ablazione superficiale sia diventata il fattore che ha condotto alla perdita di massa di ghiaccio nella calotta glaciale Laurentide. Si conclude quindi che la calotta glaciale Laurentide abbia iniziato a mostrare comportamenti e modelli di deglaciazione solo dopo che la forzatura radiativa e le temperature estive iniziarono ad aumentare all'inizio dell'Olocene.

## Risultato della deglaciazione della calotta glaciale Laurentide
Quando la calotta glaciale Laurentide progredì attraverso il processo di deglaciazione, creò molte nuove morfologie e ebbe vari effetti sul territorio. Innanzitutto, con lo scioglimento di enormi ghiacciai si forma un conseguente grande volume d'acqua di disgelo. I volumi d'acqua di disgelo hanno prodotto numerose caratteristiche, tra cui i laghi d'acqua dolce proglaciali, che possono essere considerevoli. Non solo c'era acqua di fusione che formava laghi, ma c'erano anche tempeste che soffiavano sulle acque dolci dell'entroterra. Queste tempeste hanno creato onde abbastanza forti da erodere le coste ghiacciate. Una volta che le scogliere di ghiaccio furono esposte, a causa dell'innalzamento del livello del mare e dell'erosione causata dalle onde, gli iceberg si divisero e si staccarono. Divennero prevalenti i grandi laghi, ma anche i laghi più piccoli, meno profondi e di vita relativamente breve. Questa comparsa e scomparsa di piccoli laghi poco profondi ha influenzato gran parte della crescita, della diffusione e della diversità delle piante che vediamo oggi. I laghi fungevano da barriere alla migrazione delle piante, ma quando questi laghi si prosciugavano, le piante potevano migrare e diffondersi in modo molto efficiente.

## L'ultima deglaciazione

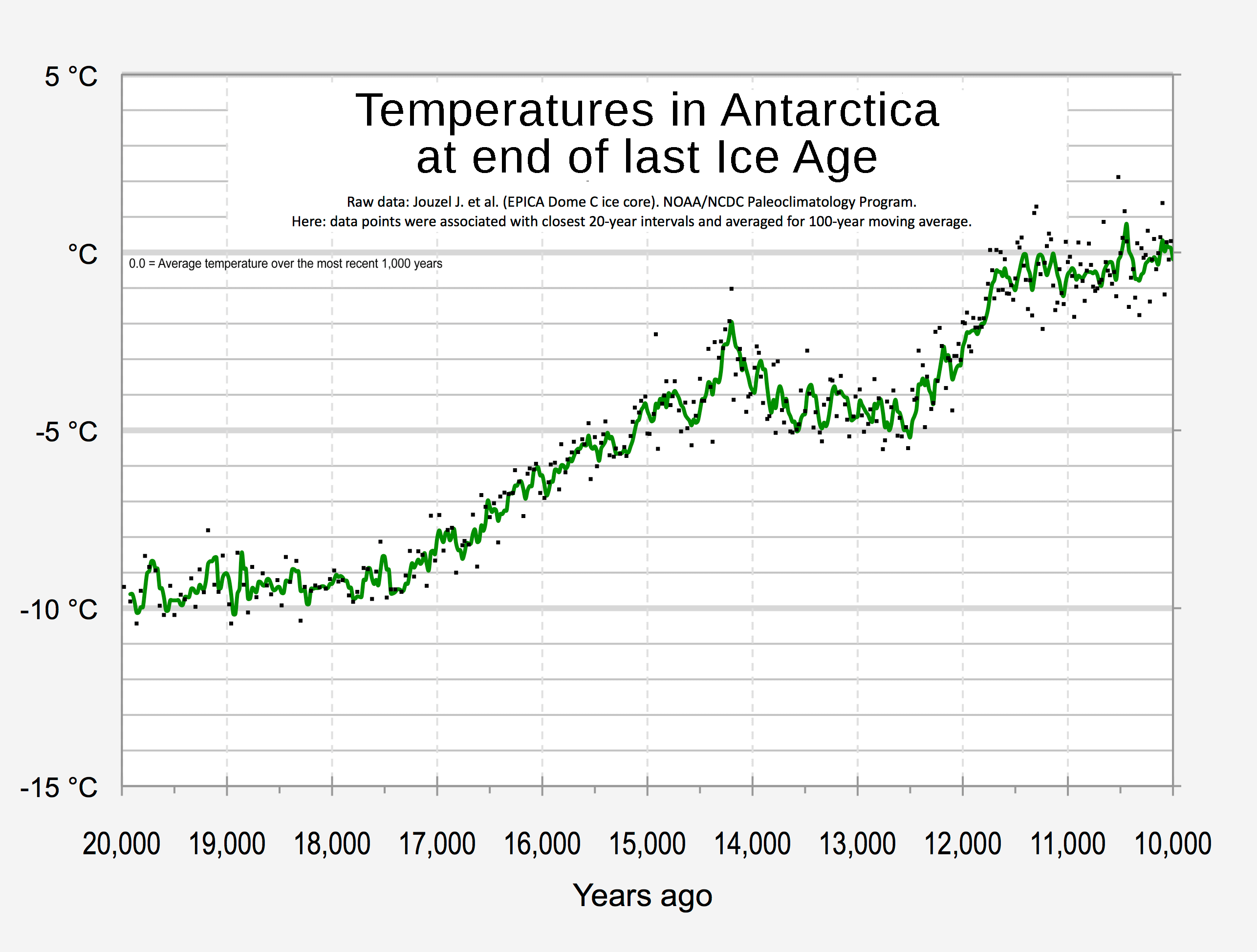
Temperatura da 20 000 a 10 000 anni fa, derivata dal nucleo di ghiaccio EPICA Dome C (Antartide)

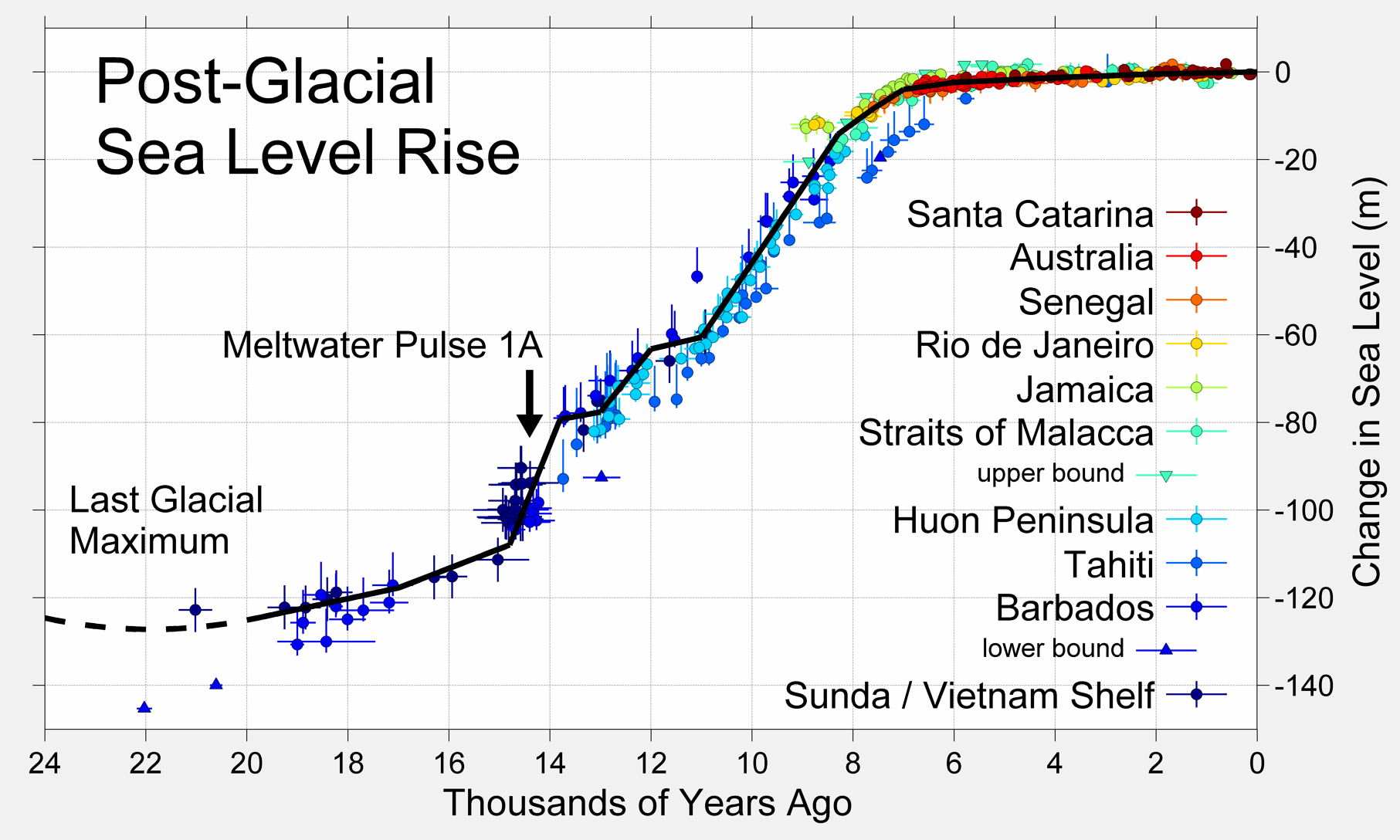
Il livello del mare post glaciale

Il periodo compreso tra la fine dell'ultimo massimo glaciale e l'inizio dell'Olocene (circa 19 000-11 000 anni fa), mostra cambiamenti nelle concentrazioni di gas serra e nella circolazione ribaltante meridionale dell'Atlantico (AMOC), quando il livello del mare si innalzò di 80 metri. L'ultima deglaciazione è inoltre segnata da tre improvvisi impulsi di CO2, con le registrazioni delle eruzioni vulcaniche che mostrano che il vulcanismo subaereo è aumentato globalmente da due a sei volte sopra i livelli di fondo tra 12 ka e 7 ka.
Tra circa 19ka, la fine dell'ultimo massimo glaciale (o LGM) e 11ka, che fu l'inizio dell'Olocene, il sistema climatico subì una drastica trasformazione. Gran parte di questo cambiamento avveniva a un ritmo sorprendente, mentre la Terra stava affrontando la fine dell'ultima era glaciale. I cambiamenti nell'insolazione sono stati la ragione principale di questo drastico cambiamento globale del clima, poiché ciò era collegato a molti altri cambiamenti a livello globale, dall'alterazione delle calotte glaciali, alla concentrazione fluttuante dei gas serra e a molti altri feedback hanno condotto a risposte distinte, sia a livello globale sia regionale. Non solo le calotte glaciali e i gas serra hanno subito alterazioni, ma in aggiunta a ciò si sono verificati improvvisi cambiamenti climatici e molti casi di rapido e considerevole innalzamento del livello del mare. Lo scioglimento delle calotte glaciali, insieme all'innalzamento del livello del mare, non avvenne fino a dopo 11 mila anni. Ciononostante, il globo è arrivato all'attuale periodo interglaciale, in cui il clima è relativamente costante e stabile e le concentrazioni di gas serra si avvicinano ai livelli preindustriali. Tutti questi dati sono disponibili grazie a studi e informazioni raccolte da registrazioni di proxy, sia terrestri che oceaniche, che illustrano modelli globali complessivi di cambiamenti climatici durante il periodo di deglaciazione.
Durante l'ultimo massimo glaciale (LGM), vi era un'apparente bassa concentrazione atmosferica di anidride carbonica (CO2), che si credeva fosse il risultato di un maggiore contenimento di carbonio nelle profondità dell'oceano, attraverso il processo di stratificazione all'interno dell'Oceano Australe. Queste acque profonde dell'Oceano Meridionale contenevano il minor δ13C, il che di conseguenza le ha rese il luogo con la maggiore densità e il maggior contenuto di sale durante l'LGM. Lo scarico di tale carbonio sequestrato è stato forse il risultato diretto del profondo ribaltamento dell'Oceano Antartico, guidato da un'intensificata risalita spinta dai venti e dal ritiro del ghiaccio marino, che sono direttamente correlati al riscaldamento dell'Antartide, e anche in coincidenza con gli eventi freddi, il Dryas più antico e più giovane, nel nord.
In tutto il LGM nel Nord America, l'est era popolato da foreste di conifere resistenti al freddo, mentre il sud-est e il nord-ovest degli Stati Uniti sostenevano foreste aperte in luoghi che oggi hanno foreste chiuse, il che suggerisce che durante il LGM le temperature erano più fresche e le condizioni generali fossero molto più secchi di quelli che si sperimentano oggi. Ci sono anche indicazioni che il sud-ovest degli Stati Uniti fosse molto più umido durante il LGM rispetto ad oggi, poiché c'erano foreste aperte, dove oggi vediamo deserto e steppa. Negli Stati Uniti la variazione generale della vegetazione implica un calo complessivo delle temperature di (minimo 5°C), uno spostamento delle tracce delle tempeste da ovest a sud e un gradiente termico latitudinale molto ripido.

## Morfologie del terreno
Diverse morfologie del terreno visibili oggi sono distintive delle potenti forze erosive in gioco nel corso della deglaciazione o immediatamente dopo. La distribuzione di tali morfologie aiuta a comprendere le dinamiche glaciali e i periodi geologici del passato. Lo studio delle morfologie esposte può inoltre aiutare a comprendere il presente e il prossimo futuro man mano che i ghiacciai di tutto il mondo si ritirano nell'attuale periodo di cambiamento climatico. In generale, i paesaggi recentemente deglacializzati sono intrinsecamente instabili e tenderanno a muoversi verso un equilibrio.
Un campione di morfologie comuni causate dalla deglaciazione, o causate dai successivi processi geomorfici dopo l'esposizione dovuta alla deglaciazione:
- Morena
- Esker
- Kettle
- Kame
- Drumlin
- Termocarsismo
- Valle glaciale a tunnel
- Lago proglaciale
- Canale subglaciale